# Tunnel Neuhof (Hessen)
Der Tunnel Neuhof ist ein 1,610 km langer Tunnel der Bundesautobahn 66 im Rhein-Main-Gebiet durch die Ortslage von Neuhof im Landkreis Fulda in Osthessen. Er war der längste Autobahntunnel Hessens, bis er im Jahr 2022 vom Tunnel Hirschhagen (max. 4204 m) abgelöst wurde. Er wird täglich von 31.000 Fahrzeugen passiert, davon sind 20 % Lkw-Verkehr.

## Geschichte
Mitte des Jahres 2008 begann der Bau des Tunnels. Er wurde am 13. September 2014 eröffnet. Gebaut wurde der Tunnel von einer Arbeitsgemeinschaft aus  Hermann Kirchner Hoch- und Ingenieurbau GmbH, Hochtief Construction AG und Bickhardt Bau AG.

## Konstruktion
Zwischen den beiden Anschlussstellen Neuhof-Süd (51) und Neuhof-Nord (52) führt der 1,6 Kilometer lange Tunnel durch die Ortslage von Neuhof (parallel zur Bahntrasse zwischen den Gemeindeteilen Neustadt und Opperz).
Der Tunnel besteht aus zwei Röhren mit jeweils zwei Fahrspuren. Entgegen dem Namen handelt es sich um eine Einhausung. In offener Bauweise wurde die Autobahn in einer Schneise errichtet, die anschließend wieder komplett mit Erde überdeckt wurde.
Die nahe Bahnstrecke Frankfurt–Göttingen musste eigens für den Tunnel verlegt werden, teilweise wurden für den Bau unter dem Grundwasserspiegel Taucher eingesetzt.

## Besonderheit
Im Tunnel befindet sich eine Vorankündigung für die Ausfahrt Neuhof-Süd. Zum Tunnel gibt es einen Namensvetter, den rheinland-pfälzischen Neuhof-Tunnel.